# Candelabrum fritchmanii
Candelabrum fritchmanii är en nässeldjursart som beskrevs av Hewitt och Goddard 200. Candelabrum fritchmanii ingår i släktet Candelabrum och familjen Candelabridae. Inga underarter finns listade i Catalogue of Life.